# Jiří Stejskal (lední hokejista)
Jiří Stejskal (* 8. října 2003) je český lední hokejista hrající na postu obránce.

## Život
S hokejem začínal v pražské Slavii, za níž a za jiný pražský klub Kobru hrál i ve svém mládežnickém věku. V sezóně 2022/2023 nastupoval za slávistické juniory a vedle toho rovněž v rámci hostování za muže Kobry. Následující ročník (2023/2024), kdy patřil do kádru mužů Slavie, rovněž vypomáhal mužům Kobry. Stejná situace nastala i v průběhu následujícího ročníku, tedy 2024/2025. Během něho vsítil svůj první gól za muže Slavie. Na začátku listopadu roku 2024 ho odborný portál Hokej.cz zařadil mezi nejlepší defenzivní obránce soutěže.